# Sint-Antoniuskerk (Paesens)
De Sint-Antoniuskerk van Paesens is een laatromaanse kerk, gebouwd omstreeks 1200 in Paesens in de Nederlandse provincie Friesland..

## Geschiedenis

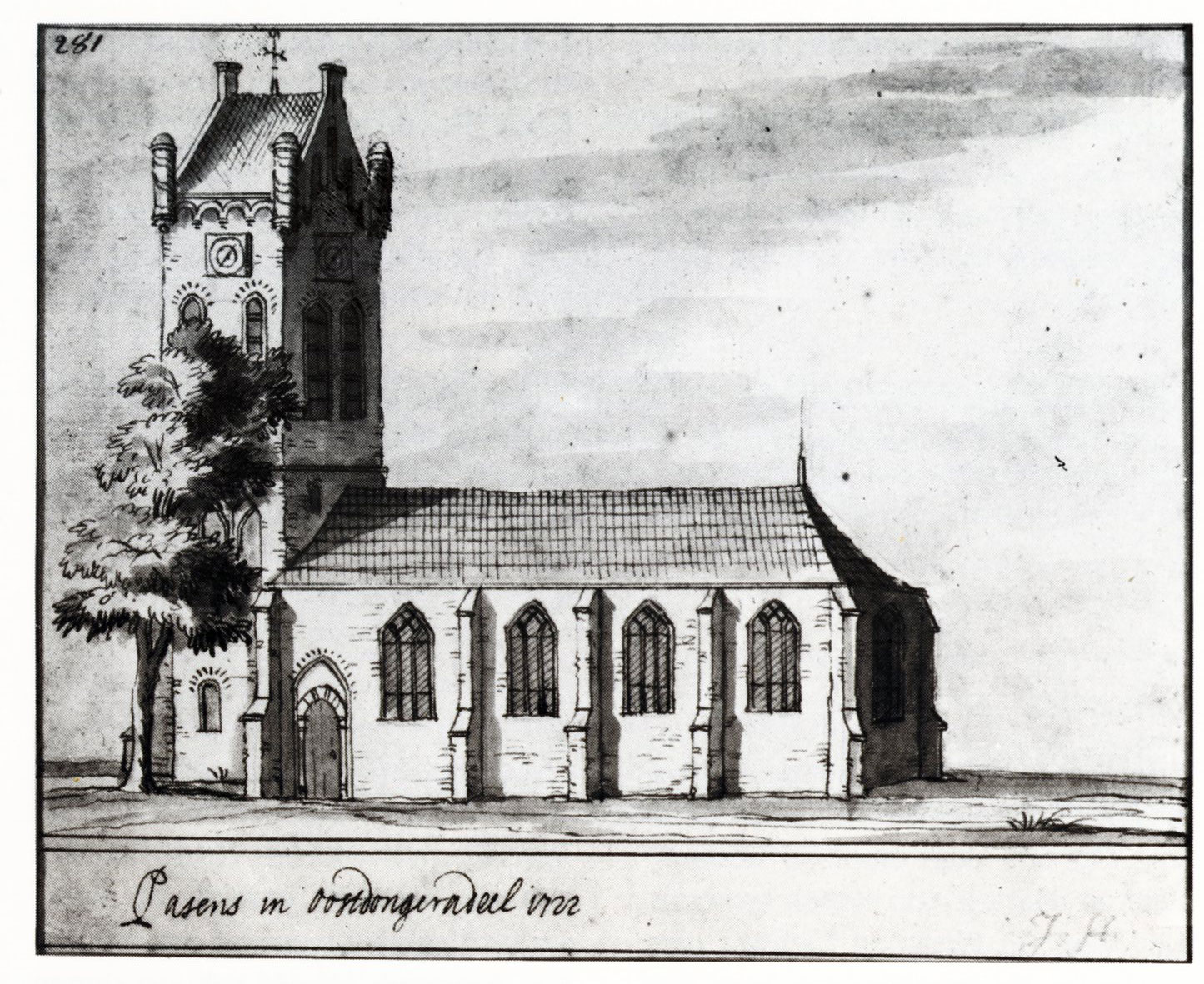
De Sint-Antoniuskerk van Paesens, met de toen nog bestaande zadeldaktoren, getekend door Jacobus Stellingwerff in 1722

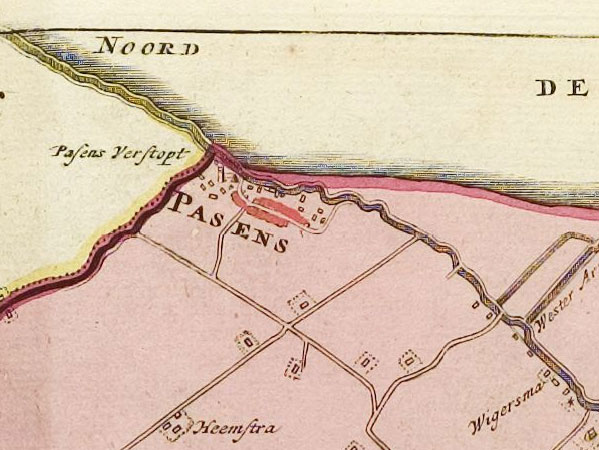
Paesens met kerk omstreeks 1718 op een kaart van Oostdongeradeel in de atlas Schotanus

Van de oorspronkelijke romaanse kerk zijn nog delen bewaard gebleven. Voor de bouw van de kerk werd gebruikgemaakt van kloostermoppen, ook wel friezen genoemd. In 1792 werd de kerk ingrijpend gewijzigd. De oude zadeldaktoren werd afgebroken en de kerk werd in westelijke richting verlengd, waarbij het materiaal van de afgebroken toren werd hergebruikt. In plaats van de oude robuuste zadeldaktoren werd een daktorentje geplaatst. Op een oude prent van Jacobus Stellingwerff (zie afbeelding) staat de oude toren nog afgebeeld. Een dergelijke afbeelding is ook te vinden op de zilveren deksel van een tinnen wijnkan, die in het bezit is van de kerk. Daarnaast bezit de kerk nog een zilveren beker met de tekst De kerke beeker van Paesens 1692.
De preekstoel dateert uit de 19e eeuw. Het orgel is gekocht in 1908 en waarschijnlijk afkomstig uit de Sint-Laurenskerk in Alkmaar. Dit orgel werd in 1758 gebouwd door de orgelbouwer J.Th. Gilmann.
De klok in het klokkentorentje werd in 1507 gegoten. In het opschrift van de klok staat dat de klok de naam Maria heeft gekregen en in opdracht van het kerspel Paesens werd gegoten door een klokkengieter met de naam Joan:
Maria bin ick gheheten dat kerspel to der pasens hebben my laten geten Ioan my ghegoten haet

## Fotogalerij

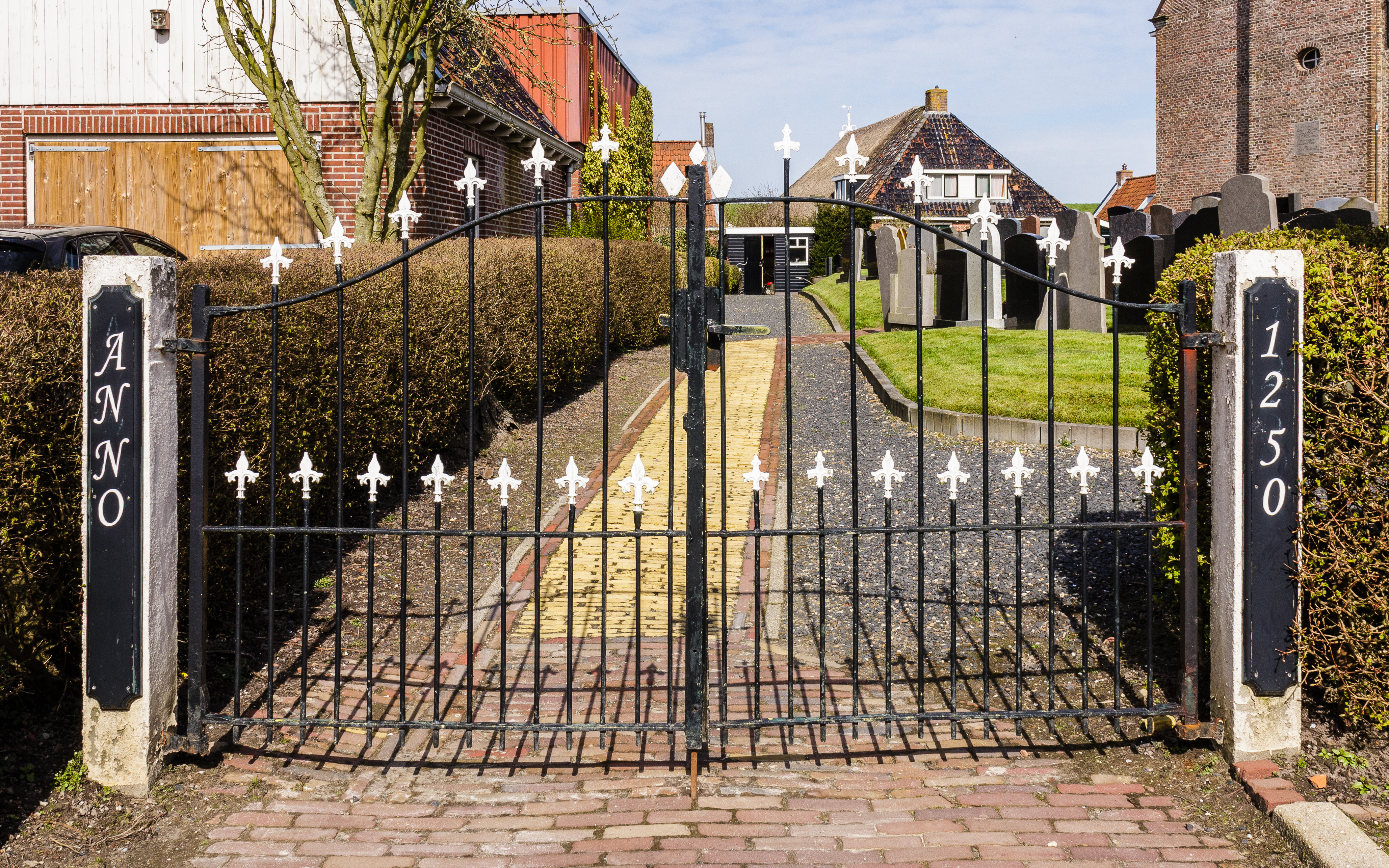
Hervormde kerk (Sint-Antoniuskerk) Toegangshek.
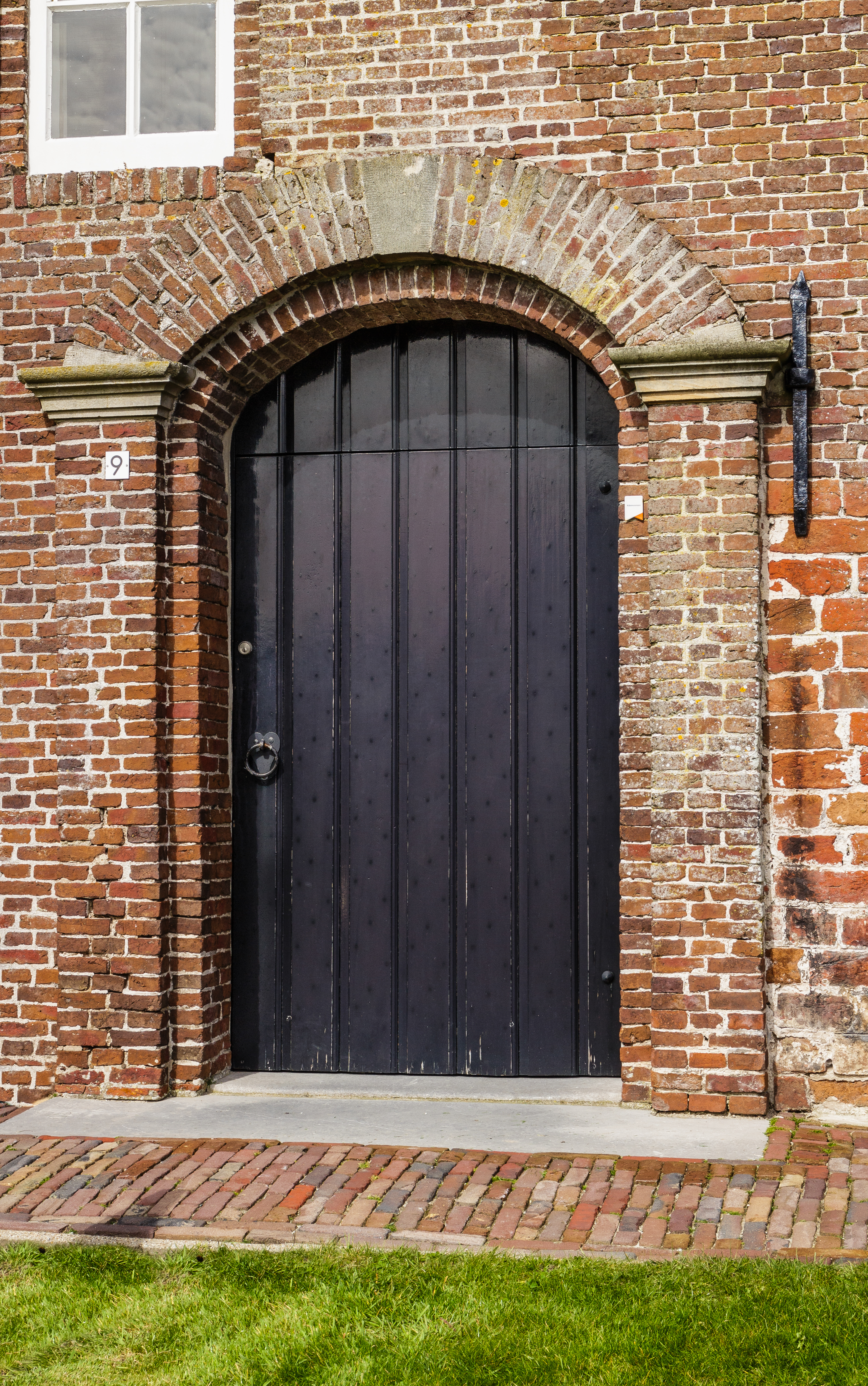
Hervormde kerk (Sint-Antoniuskerk) Toegangsdeur.
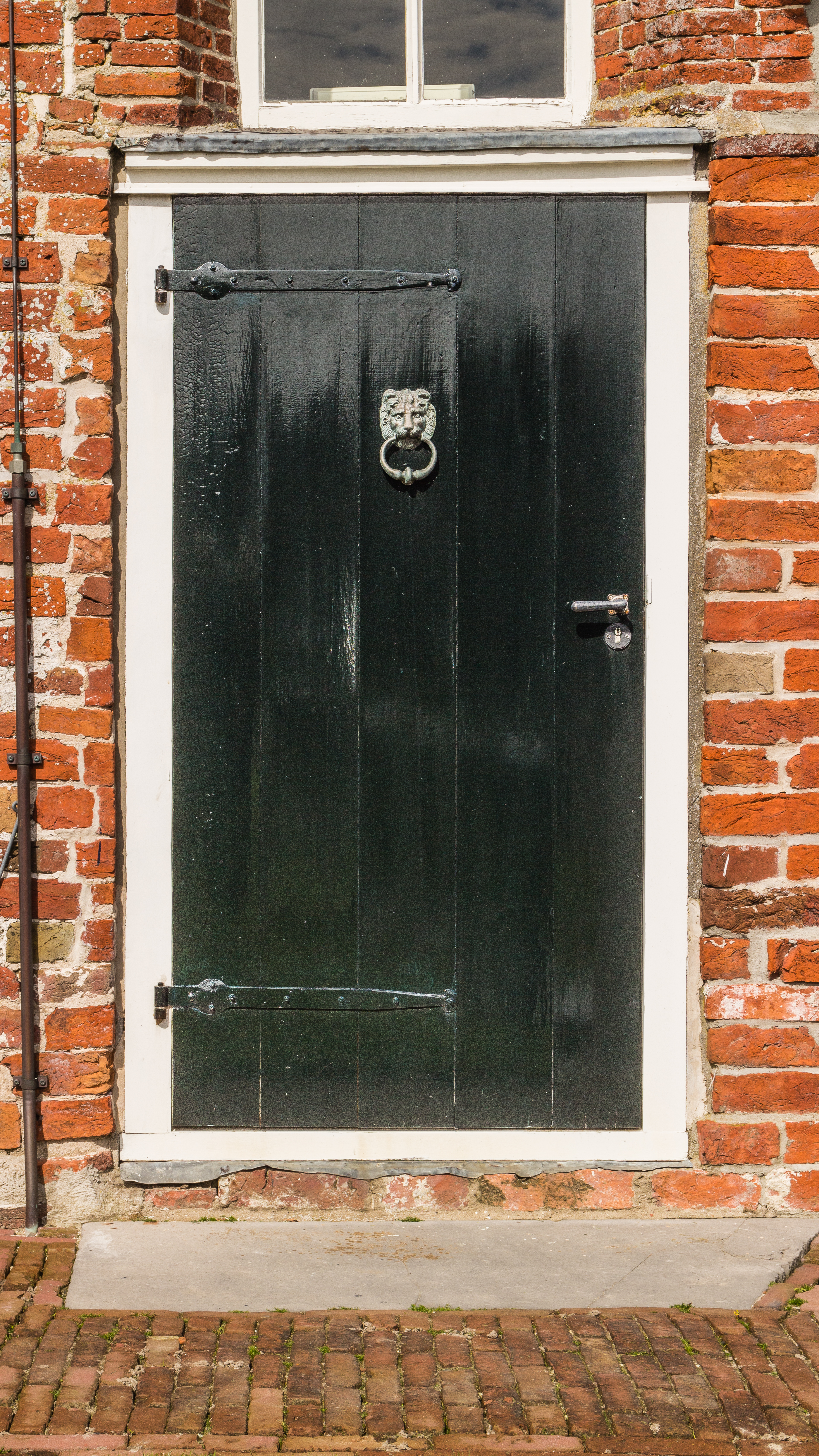
Hervormde kerk (Sint-Antoniuskerk) Zijdeur.
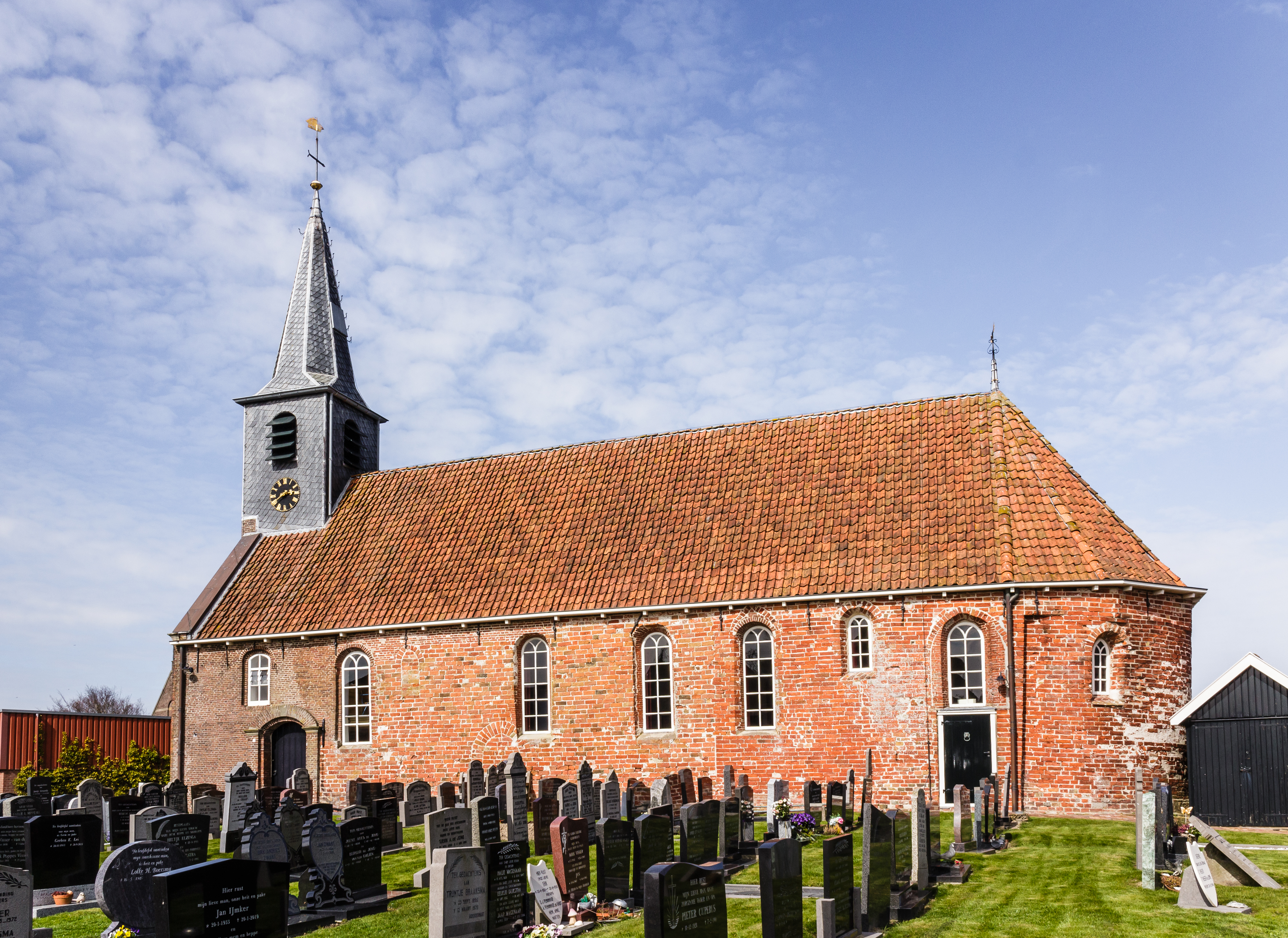
Hervormde kerk (Sint-Antoniuskerk)
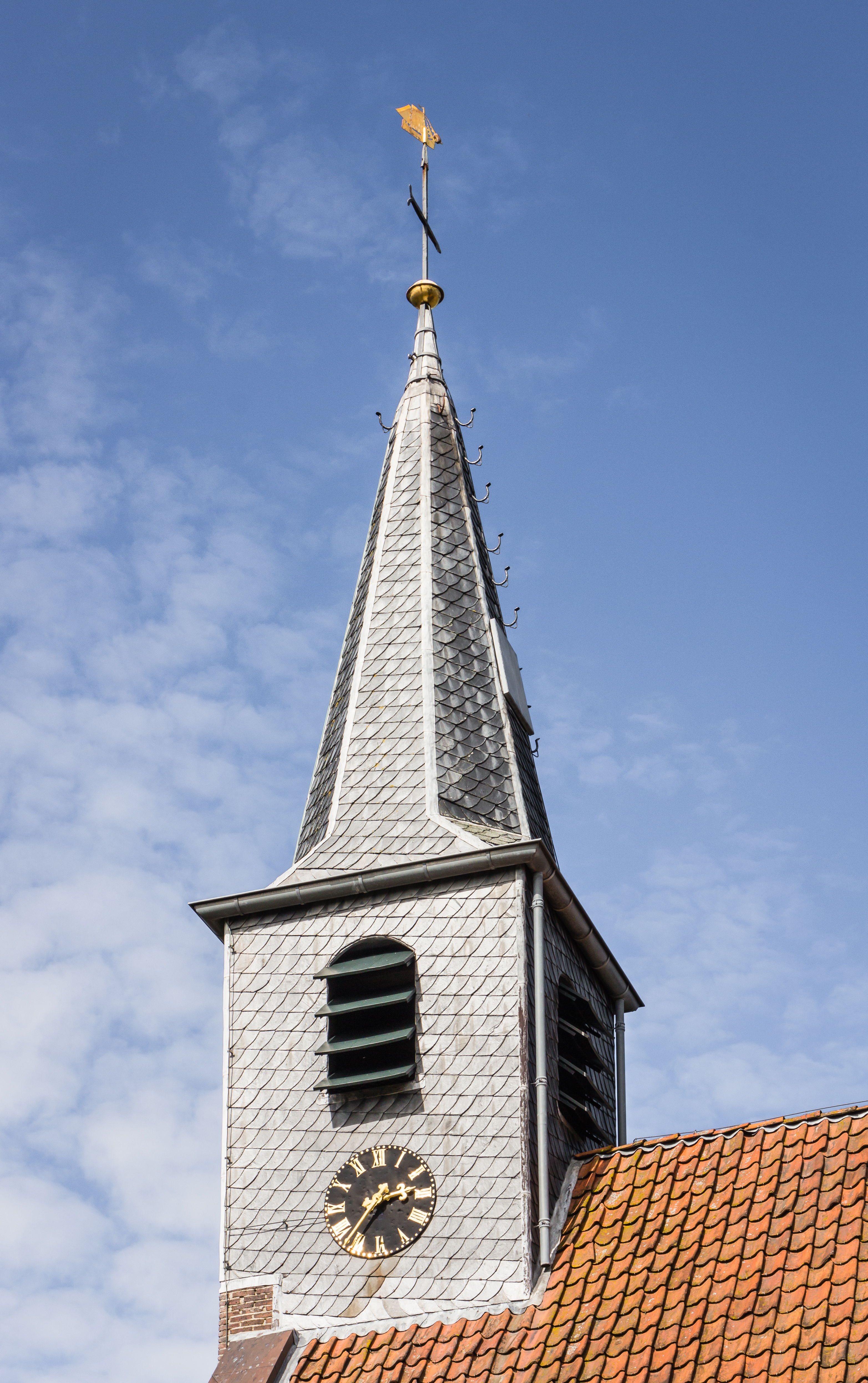
Hervormde kerk (Sint-Antoniuskerk) Kerktoren.